# Spilosoma snelleni
Spilosoma snelleni är en fjärilsart som beskrevs av Kirby 1892. Spilosoma snelleni ingår i släktet Spilosoma och familjen björnspinnare. Inga underarter finns listade i Catalogue of Life.